# 2018年中華職棒五項戰技對抗賽
2018年中華職棒五項戰技對抗賽是中華職棒29年季中的特別賽事，也是2018年中華職棒紅白明星對抗賽的一部分，在2018年7月8日於臺北市立天母棒球場進行，上一次中華職棒的五項戰技對抗賽是2005年，本次五項戰技項目有超級雷射肩、我是速球王、跑壘大賽、投準大賽和全壘打大賽，比賽分為兩隊，隊名跟主賽事一樣，每一個項目一分，三商美邦白隊以3比2獲勝。

## 比賽規則
比賽分為兩隊，隊名跟主賽事一樣，每一個項目一分，各項規則如下：
1. 超級雷射肩：兩隊各推出三名選手，每位有五次回傳本壘機會，自行尋找一位擊球搭檔，落地後擊中本壘附近目標就得一分，落地前擊中本壘附近目標就得兩分，最後一顆球雙倍，分數加總較高球隊獲勝，如果分數相同，兩隊各派出一名選手進行對抗，先命中的球員所屬隊伍獲勝。
2. 投準大賽：兩隊各推出三名選手，每位選手有十次投球機會，最後一顆球命中兩分，其餘一分，分數總和較高球隊獲勝，如果分數相同，兩隊各派出一名選手進行對抗，先命中的球員所屬隊伍獲勝。
3. 跑壘大賽：兩隊各推出九名選手，每棒跑兩個壘包接力，秒數少的隊伍勝，若秒數相同，兩隊各派一名選手加賽半圈，秒數較短球員所屬隊伍獲勝。
4. 我是速球王：兩隊各推出三名選手，自行安排捕手接球，限定野手能參加，每人有五次投球機會，球速每小時一公里一分，加總較高的球隊獲勝，若加總分數相同，兩隊各派出一名選手進行對抗，每人ㄧ球機會，球速較快的球員所屬隊伍獲勝。
5. 全壘打大賽：兩隊各推出三名選手，每位選手有七個出局數，打出全壘打牆之外得一分，分數加總較高的獲勝，如果兩隊分數相同，兩隊各派出一名選手進行對抗，先擊出全壘打的球員所屬隊伍獲勝。

超級雷射肩、投準大賽和我是速球王單人第一直接以分數最高者取得，不設獎項，而全壘打大賽單人第一須進行附加賽，由各隊敲出最多全壘打者爭取，出局數增加至十個，設有獎項，團隊賽中拿下項目較多隊伍獲勝。

## 比賽概況
註：以下單一項目個人第一或獲勝隊伍之得分處以粗體表示(我是速球王獲勝隊伍以底線表示)

### 超級雷射肩
| 隊員   | 得分 | 順序 | 得分 | 隊員   |
| ------ | ---- | ---- | ---- | ------ |
| 廖健富 | 0    | 一   | 6    | 詹子賢 |
| 陳凱倫 | 0    | 二   | 0    | 鄭鎧文 |
| 倪福德 | 4    | 三   | 0    | 郭阜林 |
|        | 4    | 總計 | 6    |        |

### 投準大賽
| 隊員   | 得分 | 順序 | 得分 | 隊員   |
| ------ | ---- | ---- | ---- | ------ |
| 倪福德 | 1    | 一   | 5    | 吳明鴻 |
| 王柏融 | 3    | 二   | 1    | 王威晨 |
| 陳凱倫 | 6    | 三   | 3    | 陳傑憲 |
|        | 10   | 總計 | 9    |        |

### 跑壘大賽
| 棒次   | 臺銀紅隊      | 三商美邦白隊 |
| ------ | ------------- | ------------ |
| 第一棒 | 廖健富        | 陳傑憲       |
| 第二棒 | 李宗賢        | 王威晨       |
| 第三棒 | 安德魯·坎貝爾 | 吳明鴻       |
| 第四棒 | 陳凱倫        | 鄭鎧文       |
| 第五棒 | 王柏融        | 洛根·韋德    |
| 第六棒 | 陽耀勳        | 蘇智傑       |
| 第七棒 | 倪福德        | 張志豪       |
| 時間   | 57.20秒       | 55.11秒      |

註：跑壘大賽因臺銀紅隊有兩名球員受傷而臨時改為七個棒次

### 我是速球王
| 球員   | 第一球 | 第二球 | 第三球 | 第四球 | 第五球 | 得分 |
| ------ | ------ | ------ | ------ | ------ | ------ | ---- |
| 李宗賢 | 137    | 140    | 141    | 138    | 133    | 689  |
| 廖健富 | 116    | 120    | 121    | 114    | 125    | 596  |
| 王柏融 | 143    | 144    | 144    | 145    | 145    | 721  |

單位：球速(公里/小時)
| 球員   | 第一球 | 第二球 | 第三球 | 第四球 | 第五球 | 得分 |
| ------ | ------ | ------ | ------ | ------ | ------ | ---- |
| 蘇智傑 | 122    | 129    | 127    | 126    | 136    | 640  |
| 陳傑憲 | 142    | 142    | 135    | 142    | 143    | 704  |
| 詹子賢 | 139    | 142    | 146    | 147    | 147    | 721  |

單位：球速(公里/小時)

### 全壘打大賽
| 隊員          | 得分 | 順序 | 得分 | 隊員      |
| ------------- | ---- | ---- | ---- | --------- |
| 陽耀勳        | 6(2) | 一   | 2    | 郭阜林    |
| 廖健富        | 3    | 二   | 2    | 張志豪    |
| 安德魯·坎貝爾 | 4    | 三   | 4(3) | 洛根·韋德 |
|               | 13   | 總計 | 8    |           |

註：全壘打大賽以兩隊最高分者進行該項目的第一名之爭

## 公益活動
本次的賽事主辦單位邀請LOVE LIFE 93病房及早產兒基金會參與，臺銀紅隊和三商美邦白隊的背後分別統一為1117和93，其中1117是指世界早產兒日，93是指LOVE LIFE 93病房；林哲瑄和親弟弟林哲瑋一同參與公益活動，雖然林哲瑄一球都沒中，但林哲瑋五支箭都命中靶心，使主辦單位捐出4萬8千元做公益；電影王牌教師麻辣出擊的演員受邀參與，最後捐出8千4百元做公益；總計捐出31萬0696元和180克黃金存摺。